# 田中耕一
田中 耕一（たなか こういち、1959年〈昭和34年〉8月3日 - ）は、日本の化学者、技術者。ソフトレーザーによる質量分析技術の開発によりノーベル化学賞受賞。株式会社島津製作所シニアフェロー、田中耕一記念質量分析研究所所長、田中最先端研究所所長。東京大学医科学研究所客員教授などにも就任している。東北大学名誉博士。文化功労者、文化勲章受章者、日本学士院会員。
学位は工学士（東北大学・1983年）であり、学士で唯一のノーベル化学賞受賞者。ノーベル賞を受賞して以降も、血液一滴で病気の早期発見ができる技術の実用化に向けて活躍中である。

## 来歴・人物

### 幼少期 - 学生時代
1959年（昭和34年）に富山県富山市に生まれる。富山市立八人町小学校（現・富山市立芝園小学校）において、4 - 6年次の担任である澤柿教誠から将来の基礎を育む理科教育を受ける。富山市立芝園中学校、富山県立富山中部高等学校卒業。
東北大学工学部電気工学科に入学する。入学時に取り寄せた戸籍抄本で自身が養子であることを知り、そのショックも手伝って教養課程在籍時にいくつかの単位を取得できず1年間の留年生活を送った。しかし、前倒しで専門の勉強に励んだため、卒業する頃には学科で上位1割の成績になっていた。卒業研究の指導教官は安達三郎（現・東北大学名誉教授）で、電磁波やアンテナ工学を専攻した。大学時代のその他の活動については公にはあまり情報がないが、1年生から、東北大学生活協同組合学生組織委員会に所属して、組合員の組織活動、情報宣伝、文化レクリエーション活動などを行った（その当時の記録も残されている）。大学卒業後は大学院に進学せずソニーの入社試験を受けるも不合格。最初の面接失敗後に相談した安達の勧めで京都の島津製作所の入社試験を受け合格した。1983年3月東北大学卒業。

### 島津製作所時代

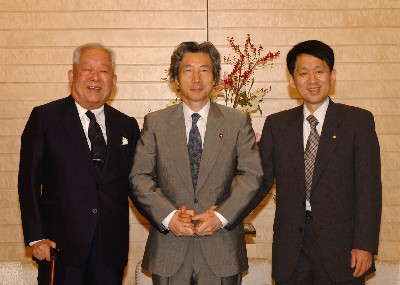
2002年10月11日、総理大臣官邸にて東京大学名誉教授小柴昌俊（左）、内閣総理大臣小泉純一郎（中央）と

同1983年4月に島津製作所へ入社した後は、技術研究本部中央研究所に配属され化学分野の技術研究に従事する。1985年（昭和60年）にタンパク質などの質量分析を行う「ソフトレーザー脱着法」を開発。この研究開発が後のノーベル化学賞受賞に繋がる。20回以上の見合いの後、1995年に富山の同じ高校出身の女性と見合い結婚する。英国クレイトスグループ、島津リサーチラボ出向を経て、2002年（平成14年）に島津製作所ライフサイエンス研究所主任。
2002年ノーベル化学賞受賞。受賞理由は「生体高分子の同定および構造解析のための手法の開発」。同年（平成14年）文化勲章受章、文化功労者となる。富山県名誉県民、京都市名誉市民、東北大学名誉博士などの称号も贈られた。受賞当時は島津製作所に勤める会社員であり、「現役サラリーマン初のノーベル賞受賞」として日本国内で大きな話題となった。その後、同社のフェロー、田中耕一記念質量分析研究所所長に就任。

### ノーベル賞受賞後の活躍

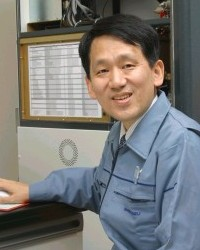
『小泉内閣メールマガジン』寄稿に際して内閣官房により公表された肖像写真

ノーベル賞受賞後は多くの講演やインタビューに答え、著書も出版した。日本学士院会員や京都大学等の客員教授等にも就任。研究開発の経緯やエンジニアとしての持論を語り、多くの人々に影響を与えた。
2009年からFIRSTプログラム（最先端研究開発支援プログラム）プログラム「次世代質量分析システム開発と創薬・診断への貢献」に採択され、中心研究者として活躍。2013年の講演では「血液1滴から病気を早期発見できるようにするのが、私の実現可能な夢だ」と語っている。2011年には島津製作所の田中最先端研究所所長も兼任し、2013年には同社シニアフェローとなる。

## レーザーイオン化質量分析技術

### 概要と経緯
タンパク質を質量分析にかける場合、タンパク質を気化させ、かつイオン化させる必要がある。しかし、タンパク質は気化しにくい物質であるため、イオン化の際は高エネルギーが必要である。しかし、高エネルギーを掛けるとタンパク質は気化ではなく分解してしまうため、特に高分子量のタンパク質をイオン化することは困難であった。
そこで、グリセロールとコバルトの混合物（マトリックス。(en) matrix）を熱エネルギー緩衝材として使用したところ、レーザーによりタンパク質を気化、検出することに世界で初めて成功した。なお「間違えて」グリセロールとコバルトを混ぜてしまい、「どうせ捨てるのも何だし」と実験したところ、見事に成功した。この「レーザーイオン化質量分析計用試料作成方法」は、1985年（昭和60年）に特許申請された。
現在、生命科学分野で広く利用されている「MALDI-TOF MS」は、田中らの発表とほぼ同時期にドイツ人化学者のフランツ・ヒレンカンプ (Franz Hillenkamp) とミヒャエル・カラス (Michael Karas) により発表された方法である。MALDI-TOF MS は、低分子化合物をマトリックスとして用いる点が田中らの方法と異なっており、より高感度にタンパク質を解析することができる。

### 評価とノーベル賞受賞
上記の功績が評価され、田中の開発した方法を「ソフトレーザー脱離イオン化法」として、ノーベル化学賞を2002年に受賞する。貢献度は4分の1であった。
- John B. Fenn (Prize share: 1/4)「for their development of soft desorption ionisation methods for mass spectrometric analyses of biological macromolecules」[11]
- Koichi Tanaka (Prize share: 1/4)「for their development of soft desorption ionisation methods for mass spectrometric analyses of biological macromolecules」[11]
- Kurt Wüthrich (Prize share: 1/2)「for his development of nuclear magnetic resonance spectroscopy for determining the three-dimensional structure of biological macromolecules in solution」[11]

なお、ノーベル賞受賞決定にあたり、何故ヒレンカンプやカラスではないのかという疑問の声が上がり、田中自身も自分が受賞するのを信じられなかった原因に挙げている。経緯として、英語論文発表はヒレンカンプとカラスが早かったが、2人はそれ以前に田中が日本で行った学会発表を参考にしたと書いてあったため、田中の貢献が先と認められた。

## 血液一滴で病気を早期発見する技術

### 原理や技術の概要
体内では、侵入した抗原（タンパク質）と結合して抗体（免疫物質）が作られる。抗体はY字形をしており、2本の腕のうち1本で抗原と結合する。この構造を人工的に改変し、根本部分にポリエチレングリコールという弾力性を有する高分子化合物を挿入した。抗体の腕はこれをバネのようにして動き、2本同時に抗原と結合できるようにした。アルツハイマー病に関係する蛋白質の断片に対して実験したところ、通常の抗体より100倍以上強力に抗原をつかまえることができた。
その後、糖鎖の状態を簡単に分析できるようになり、ペプチドを選別することなくごく微量の混合物の状態から糖鎖の状態を調べられるようになる。1mLの血液からアルツハイマー病の原因となる蛋白質を検出することに成功。未知の関連物質を8種類見つけることにもつながった。この技術はアルツハイマー病や前立腺がん等、様々な病気の早期発見に貢献することが期待されている。

### 研究開発の経過
2002年にノーベル賞を受賞したが、当初の技術は医療に役立つには感度が十分ではなかった。2009年からFIRSTプログラム「次世代質量分析システム開発と創薬・診断への貢献」に採択され、5年間で約40億円の研究費を得て実用化に向けて大きく動き出した。約60人の体制で研究開発に取り組み、1年程で画期的な分析手法を開発、感度を最高1万倍にまで高めることに成功した。
2011年11月の取材では「病気の早期診断や、抗体を用いた薬開発に結びつく技術」と答え、成果を2011年11月11日には日本学士院発行の英文ジャーナルの電子版に発表。2012年8月23日には、田中が客員教授を務める東京大学医科学研究所教授の清木元治らと、米科学誌プロス・ワンに発表した。
2014年には血液からアルツハイマー病の原因物質を検出できる段階に達しており。2014年4月からは、新たな態勢で実用化を目指している。

## ノーベル賞受賞の影響

### 受賞に伴う騒動と余波
会社で電話により受賞の報が伝えられたとき、「Nobel」「Congratulation」という単語を聞きながらも似たような海外の賞と思ったり、同僚による「ドッキリ」（ドッキリカメラの意）と思っていたりしていた。その後会社の隔離室に移動させられ、午後9時から報道陣が大挙して押し寄せた会見に臨むことになった。急な話だったので、背広の用意もヒゲを剃ることもできなかった。なお、普段から白髪を染めていたが、受賞発表の1週間程前に理髪店で染め直していた。
田中は鉄道好きで、電車（京福電鉄嵐山線（嵐電））の運転席を眺めながら通勤することを日課としていたが、その晩は家に帰れず、タクシーでホテルに向かった。受賞を実感したのは翌日の新聞で自分の顔を見てからと語っている。また、ノーベル賞受賞後の出張時には、島津製作所からの出張費の関係で乗車できなかった500系新幹線のグリーン車に乗れて嬉しいと記者団に答えた。
多くの講演やインタビューを受け、研究や技術者としてのあり方について自身の経験と持論を語った。内閣府の総合科学技術会議にも参加し、日本の科学政策に影響を与える存在にまでなっている。なお、ノーベル賞の授賞式の後は単独でマスメディアに出ることはほとんどなかったが、2010年（平成22年）10月6日に鈴木章・根岸英一のノーベル化学賞受賞が決まった際には勤務先で会見に応じ、発表の生中継を見ていたことを明かした上で、「受賞から8年経ち、次々と受賞者が出てきて、私自身、肩の荷を下ろすことができるのかと思う」と述べた。

### 田中耕一とマスメディア
ノーベル賞受賞時、田中耕一の七三分けの髪型に作業服という外見、一介のサラリーマンでお見合い結婚という経歴、穏やかで朴訥とした言動は非常に多くの日本人の共感を呼んだ。この年はNHK から紅白歌合戦に審査員として出演依頼されたが「私は芸能人でも博士でもありません。」と辞退した。
一介のサラリーマンがノーベル賞という世界最高権威を授賞したこともさることながら、職人気質で謙虚な人間性も好意的に受け止められた。温厚な人柄で「善人の代名詞」とまでマスメディアは持ち上げたが、連日連夜の記者の追いかけと、一人歩きする聖人のようなイメージに悩んだと打ち明けている。
高輝度青色発光ダイオードを発明した中村修二と日亜化学工業の訴訟については、田中耕一が引き合いに出されて、中村修二は貪欲であるという非難がなされたが、これについて田中耕一は、「自分の発明は会社の売り上げにあまり貢献しなかった」と状況が全く違うとして、中村を擁護する発言をした。なお、島津製作所からの特許報酬自体は1万円程度であったが、技術貢献に対する社内表彰はあり数十万円相当の報酬は受けた。

## 経歴

### 略歴
- 1959年（昭和34年）8月3日 - 富山県富山市生まれ
- 1978年（昭和53年）3月 - 東北大学工学部入学。ドイツ語の単位を落として1年留年
- 1983年（昭和58年）3月 - 東北大学工学部電気工学科卒業、工学士
- 1983年（昭和58年）4月 - 株式会社島津製作所入社
- 1992年（平成4年）1月 - イギリス、クレイトスグループ出向
- 1995年（平成7年）5月 - 富山県出身の女性と見合い結婚
- 1997年（平成9年）12月 - イギリス、シマヅ・リサーチ・ラボラトリー・ヨーロッパ出向
- 1999年（平成11年）12月 - イギリス、クラトスグループ出向
- 2002年（平成14年）
  - 10月 - ノーベル化学賞受賞
  - 11月1日 - 島津製作所 フェロー（部長待遇）就任
- 2003年（平成15年）1月 - 田中耕一記念質量分析研究所長（執行役員待遇）就任
- 2009年（平成21年）6月 - 東京大学医科学研究所客員教授（疾患プロテオミクスラボラトリー顧問）
- 2010年（平成22年）3月 - 田中最先端研究所 所長（兼任）[35]
- 2012年（平成24年）6月 - 島津製作所 シニアフェロー就任[35]

### 兼任
- 愛媛大学 無細胞生命科学工学研究センター
- 筑波大学 先端学際領域研究センター
- 京都大学 国際融合創造センター（ - 2008年（平成20年）3月）
- 東北大学大学院工学研究科（2013年（平成25年）11月の時点）[35]
- 東京大学医科学研究所（2009年（平成21年）6月 - ）[35]
- 日本学術会議 連携会員
- 文科省 科学技術・学術審議会 臨時委員
- 2005年（平成17年）5月 - とやま科学技術大使
- 2006年（平成18年）12月12日 - 日本学士院会員
- 2011年（平成23年）12月 - 東京電力福島原子力発電所事故調査委員会（国会事故調）委員

### 受賞・栄典

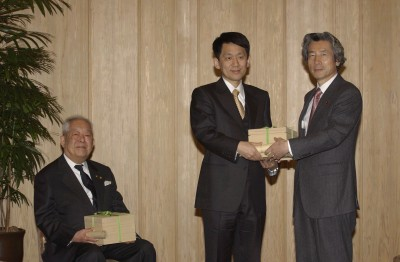
2003年2月7日、総理大臣官邸にて東京大学名誉教授小柴昌俊（左）と共に内閣総理大臣小泉純一郎（右）から内閣総理大臣感謝状を受領

- 1989年（平成元年）5月 - 日本質量分析学会 奨励賞
- 2002年（平成14年）11月 - 文化勲章[36]
- 2002年 （平成14年）12月 - ノーベル化学賞
- 2002年（平成14年） - 文化功労者[36]
- 2002年（平成14年） - 東北大学名誉博士
- 2003年（平成15年）3月 - 富山県名誉県民[37]
- 2003年（平成15年） - 日本質量分析学会 特別賞[35]
- 2024年（令和5年） - IEEEマイルストーン（LAMS-50Kの開発チーム5人のうちの1人）[38]

## 著作

### 著書
- 田中耕一『生涯最高の失敗』朝日新聞社、2003年9月25日。ISBN 4-02-259836-0。

### 主な解説
- 田中耕一「マトリックス支援レーザー脱離イオン化質量分析法」『ぶんせき』第256巻、1996年4月5日、253-261頁、NAID 10001778161。
- 田中耕一「良いスペクトルを得るために MALDI-TOFMS」『質量分析』第45巻第1号、1997年2月1日、113-121頁、NAID 10016280870。
- 田中耕一「私のノーベル賞くたくた日記」『文藝春秋』第81巻第2号、2003年2月、112-124頁、NAID 40005620427。
- LES PRIX NOBEL. Almqvist & Wiksell International (AWI). (2003-10)（英語）
- 吉田多見男、田中耕一、井戸豊、秋田智史、吉田佳一「たんぱく質が壊れずに飛び出した!! ソフトレーザー脱離イオン化質量分析計開発の経緯」第72巻第8号、2003年8月10日、NAID 10011629142。
- 田中耕一『質量分析：異分野と若手の力が活きている』（プレスリリース）2014年3月3日。

### 主な論文
- 「質量分析」『日本質量分析学会』 1997年 45巻 1号 p.113-121
- Koichi Tanaka,Yutaka Ido,Satoshi Akita,Yoshikazu Yoshida and Tamio Yoshida (1987). “Detection of High Mass Molecules by Laser Desorption Time-of-Flight Mass Spectrometry”. SECOND JAPAN-CHINA JOINT SYMPOSIUM ON MASS SPECTROMETRY ABSTRACT.
- 吉田佳一、田中耕一、井戸豊、秋田智史、吉田多見男、傾斜電界型イオンリフレクタによるTOF質量分析計の分解能の改善 Journal of the Mass Spectrometry Society of Japan. 1988年 36巻 2号 p.49-58, doi:10.5702/massspec.36.49
- 吉田多見男、田中耕一、井戸豊、秋田智史、吉田佳一「レーザー脱離TOF質量分析法による高質量分子イオンの検出」『質量分析』第36巻第2号、1988年、59‐69、doi:10.5702/massspec.36.59。
- Koichi Tanaka, Hiroaki Waki, Yutaka Ido, Satoshi Akita, Yoshikazu Yoshida, Tamio Yoshida, T. Matsuo. "Protein and polymer analyses up to m/z 100 000 by laser ionization time‐of‐flight mass spectrometry". Rapid Communications in Mass Spectrometry. August 1988, doi:10.1002/rcm.1290020802
- Tanaka, K., Waki, H., Ido, Y., Akita, S., Yoshida, Y. and Yoshida, T. (1988). “Protein and polymer analyses up to m/z 100000 by laser ionization time-of flight mass spectrometry”. Rapid Commun.Mass Spectrom. 2:  151-153.
- Bunseki (1996), (4), 253-61 CODEN: BUNSD3; ISSN 0386-2178. Japanese.

### 主な特許
- 特許1769145（特許出願 昭60-183298、特許公開 昭62-043562、特許公告 平04-050982）発明者：吉田多見男、田中耕一、出願日：1985年8月21日[39]）